# Festival de la Canción de Eurovisión 1981
El XXVI Festival de la Canción de Eurovisión se celebró el 4 de abril de 1981 en Dublín. La presentadora fue Doireann Ní Bhriain. El primer puesto fue para el grupo británico Bucks Fizz con el tema "Making Your Mind Up". 
Durante las votaciones se produjeron tres anécdotas. En primer lugar, el jurado austríaco votó con el orden de los países cambiado, y el escrutador (Frank Naef) le instó a que diera los votos de menor a mayor puntuación. En segundo lugar, cuando la presentadora conectó con el jurado de Yugoslavia y le pidió los votos, la portavoz (Helga Vlahović, presentadora de la edición de 1990) le contestó "No los tengo" y la presentadora dio las gracias. Por último, en uno de los momentos en que Irlanda, país anfitrión, sumaba puntos, por error le subieron más de 300 puntos al marcador, lo que provocó la risa del público.

## Países participantes

### Canciones y selección
| País y TV               | Título original de la canción  | Artista                        | Proceso y fecha de selección             |
| País y TV               | Traducción al español          | Idiomas                        | Proceso y fecha de selección             |
| ----------------------- | ------------------------------ | ------------------------------ | ---------------------------------------- |
| Alemania Occidental ARD | Johnny Blue                    | Lena Valaitis                  | Ein lied für Dublin 1981, 28-02-1981     |
| Alemania Occidental ARD | El triste Johnny               | Alemán                         | Ein lied für Dublin 1981, 28-02-1981     |
| Austria ORF             | Wenn du da bist                | Marty Brem                     | Final Nacional, 26-02-1981               |
| Austria ORF             | Cuando estas aquí              | Alemán                         | Final Nacional, 26-02-1981               |
| Bélgica BRT             | Samson                         | Emly Starr                     | Eurosong 1981, 07-03-1981                |
| Bélgica BRT             | Sansón                         | Neerlandés                     | Eurosong 1981, 07-03-1981                |
| Chipre CyBC             | Monika                         | Island                         | Elección Interna                         |
| Chipre CyBC             | Mónica                         | Griego                         | Elección Interna                         |
| Dinamarca DR            | Krøller eller ej               | Debbie Cameron & Tommy Seebach | Dansk Melodi Grand-Prix 1981, 28-02-1981 |
| Dinamarca DR            | Pelo rizado o no               | Danés                          | Dansk Melodi Grand-Prix 1981, 28-02-1981 |
| España TVE              | Y sólo tú                      | Bacchelli                      | Elección Interna                         |
| España TVE              | -                              | Español                        | Elección Interna                         |
| Finlandia YLE           | Reggae OK                      | Riki Sorsa                     | Euroviisut 1981, 21-02-1981              |
| Finlandia YLE           | -                              | Finés                          | Euroviisut 1981, 21-02-1981              |
| Francia FT2             | Humanahum                      | Jean Gabilou                   | Final Nacional, 08-03-1981               |
| Francia FT2             | -                              | Francés                        | Final Nacional, 08-03-1981               |
| Grecia ERT              | Feggari kalokerino             | Yiannis Dimitras               | Elección Interna                         |
| Grecia ERT              | Luna de verano                 | Griego                         | Elección Interna                         |
| Irlanda RTÉ             | Horoscopes                     | Sheeba                         | Final Nacional, 01-03-1981               |
| Irlanda RTÉ             | Horóscopos                     | Inglés                         | Final Nacional, 01-03-1981               |
| Israel IBA              | Halayla                        | Hakol Over Habibi              | Kdam Eurovision 1981, 03-03-1981         |
| Israel IBA              | Esta noche                     | Hebreo                         | Kdam Eurovision 1981, 03-03-1981         |
| Luxemburgo CLT          | C'est peut-être pas l'Amérique | Jean-Claude Pascal             | Elección Interna                         |
| Luxemburgo CLT          | Puede que no sea América       | Francés                        | Elección Interna                         |
| Noruega NRK             | Aldri i livet                  | Finn Kalvik                    | Melodi Grand Prix 1981, 07-03-1981       |
| Noruega NRK             | Nunca en la vida               | Noruego                        | Melodi Grand Prix 1981, 07-03-1981       |
| Países Bajos NOS        | Het is een wonder              | Linda Williams                 | Nationaal Songfestival 1981, 11-03-1981  |
| Países Bajos NOS        | Es un milagro                  | Neerlandés                     | Nationaal Songfestival 1981, 11-03-1981  |
| Portugal RTP            | Playback                       | Carlos Paião                   | Festival da Canção 1981, 07-03-1981      |
| Portugal RTP            | -                              | Portugués                      | Festival da Canção 1981, 07-03-1981      |
| Reino Unido BBC         | Making Your Mind Up            | Bucks Fizz                     | A Song for Europe, 11-03-1981            |
| Reino Unido BBC         | Decidirse                      | Inglés                         | A Song for Europe, 11-03-1981            |
| Suecia SVT              | Fångad i en dröm               | Björn Skifs                    | Melodifestivalen 1981, 21-02-1981        |
| Suecia SVT              | Atrapado en un sueño           | Sueco                          | Melodifestivalen 1981, 21-02-1981        |
| Suiza SSR SRG           | Io senza te                    | Peter, Sue & Marc              | Final Nacional, 21-02-1981               |
| Suiza SSR SRG           | Yo sin ti                      | Italiano                       | Final Nacional, 21-02-1981               |
| Turquía TRT             | Dönme Dolap                    | Modern Folk Trio & Ayseg       | Final Nacional, 14-02-1981               |
| Turquía TRT             | El carrusel                    | Turco                          | Final Nacional, 14-02-1981               |
| Yugoslavia JRT          | Lejla                          | Vajta                          | Pjesma Eurovizije 1981, 28-02-1981       |
| Yugoslavia JRT          | Leila                          | Bosnio                         | Pjesma Eurovizije 1981, 28-02-1981       |

## Resultados
Fue un festival muy abierto: Empezaba Francia primera, pero Alemania Occidental le quitaba el liderazgo a la segunda ronda. Francia la volvió a recuperar hasta el turno 5 que perdió la primera posición en favor de Irlanda. Irlanda estuvo en el liderazgo en los turnos 6 y 7, este último empatado con Reino Unido. Ambos perderían el puesto privilegiado por Francia, y esta en un turno por Reino Unido. Reino Unido estuvo en el liderazgo un buen tiempo, hasta que Suiza se lo arrebató, por dos turnos, finalmente en el antepenúltimo turno, Reino Unido volvió a empatar con Suiza y la Alemania Federal, pero precisamente Suiza y Suecia desempataron en favor de Reino Unido.
| #  | País                | Intérprete(s)                     | Canción                          | Lugar | Puntos |
| -- | ------------------- | --------------------------------- | -------------------------------- | ----- | ------ |
| 01 | Austria             | Marty Brem                        | «Wenn du da bist»                | 17    | 20     |
| 02 | Turquía             | Modern Folk Trio & Aysegül Aldinç | «Dönme dolap»                    | 18    | 9      |
| 03 | Alemania Occidental | Lena Valaitis                     | «Johnny Blue»                    | 2     | 132    |
| 04 | Luxemburgo          | Jean-Claude Pascal                | «C'est peut-être pas l'Amerique» | 12    | 41     |
| 05 | Israel              | Hakol Over Habibi                 | «Halaila»                        | 7     | 56     |
| 06 | Dinamarca           | Debbie Cameron & Tommy Seebach    | «Krøller eller ej»               | 11    | 41     |
| 07 | Yugoslavia          | Seid-Memić Vajta                  | «Lejla»                          | 15    | 35     |
| 08 | Finlandia           | Riki Sorsa                        | «Reggae OK»                      | 16    | 27     |
| 09 | Francia             | Jean Gabilou                      | «Humanahum»                      | 3     | 125    |
| 10 | España              | Bacchelli                         | «Y solo tú»                      | 14    | 38     |
| 11 | Países Bajos        | Linda Williams                    | «Het is een wonder»              | 8     | 51     |
| 12 | Irlanda             | Sheeba                            | «Horoscopes»                     | 5     | 105    |
| 13 | Noruega             | Finn Kalvik                       | «Aldri i livet»                  | 20    | 0      |
| 14 | Reino Unido         | Bucks Fizz                        | «Making your mind up»            | 1     | 136    |
| 15 | Portugal            | Carlos Paião                      | «Playback»                       | 19    | 9      |
| 16 | Bélgica             | Emly Starr                        | «Samson»                         | 13    | 40     |
| 17 | Grecia              | Yiannis Dimitras                  | «Fegari kalokerino»              | 9     | 50     |
| 18 | Chipre              | Island                            | «Monika»                         | 6     | 69     |
| 19 | Suiza               | Peter, Sue & Marc                 | «Io senza te»                    | 4     | 121    |
| 20 | Suecia              | Björn Skifs                       | «Fångad i en dröm»               | 10    | 50     |

## Votaciones

### Sistema de votación
Cada jurado de once miembros situado en cada país participante otorgaba de 12, 10, 8, 7, 6, 5, 4, 3, 2 a 1 puntos entre sus diez canciones favoritas.

### Tabla de votos
|                                      |                     | Resultados                     |                       |                   |                      |                       |                      |                    |                   |                             |                    |                    |                         |                     |                    |                   |                   |                  |                   |    |    |
| Bandera de Austria                   | Bandera de Turquía  | Bandera de Alemania Occidental | Bandera de Luxemburgo | Bandera de Israel | Bandera de Dinamarca | Bandera de Yugoslavia | Bandera de Finlandia | Bandera de Francia | Bandera de España | Bandera de los Países Bajos | Bandera de Irlanda | Bandera de Noruega | Bandera del Reino Unido | Bandera de Portugal | Bandera de Bélgica | Bandera de Grecia | Bandera de Chipre | Bandera de Suiza | Bandera de Suecia |    |    |
| Participantes                        | Austria             |                                | 6                     | 0                 | 0                    | 0                     | 1                    | 0                  | 0                 | 5                           | 6                  | 0                  | 0                       | 0                   | 0                  | 0                 | 0                 | 0                | 0                 | 0  | 2  |
| Participantes                        | Turquía             | 0                              |                       | 0                 | 1                    | 0                     | 0                    | 3                  | 5                 | 0                           | 0                  | 0                  | 0                       | 0                   | 0                  | 0                 | 0                 | 0                | 0                 | 0  | 0  |
| Participantes                        | Alemania occidental | 5                              | 12                    |                   | 3                    | 8                     | 8                    | 2                  | 7                 | 8                           | 12                 | 3                  | 6                       | 4                   | 7                  | 12                | 10                | 5                | 8                 | 0  | 12 |
| Participantes                        | Luxemburgo          | 10                             | 0                     | 5                 |                      | 3                     | 0                    | 0                  | 4                 | 3                           | 1                  | 0                  | 0                       | 0                   | 0                  | 4                 | 0                 | 0                | 0                 | 6  | 5  |
| Participantes                        | Israel              | 8                              | 0                     | 0                 | 4                    |                       | 0                    | 0                  | 6                 | 0                           | 0                  | 7                  | 7                       | 8                   | 4                  | 5                 | 0                 | 0                | 0                 | 4  | 3  |
| Participantes                        | Dinamarca           | 0                              | 1                     | 1                 | 7                    | 0                     |                      | 0                  | 0                 | 4                           | 3                  | 2                  | 0                       | 0                   | 5                  | 2                 | 12                | 0                | 0                 | 0  | 4  |
| Participantes                        | Yugoslavia          | 0                              | 4                     | 0                 | 0                    | 0                     | 0                    |                    | 8                 | 0                           | 0                  | 0                  | 2                       | 1                   | 0                  | 0                 | 5                 | 2                | 3                 | 10 | 0  |
| Participantes                        | Finlandia           | 0                              | 0                     | 0                 | 0                    | 2                     | 0                    | 0                  |                   | 1                           | 2                  | 5                  | 5                       | 0                   | 0                  | 1                 | 0                 | 0                | 0                 | 5  | 6  |
| Participantes                        | Francia             | 12                             | 0                     | 12                | 12                   | 7                     | 2                    | 4                  | 10                |                             | 0                  | 6                  | 4                       | 5                   | 1                  | 10                | 3                 | 8                | 7                 | 12 | 10 |
| Participantes                        | España              | 0                              | 10                    | 0                 | 0                    | 6                     | 0                    | 0                  | 0                 | 0                           |                    | 4                  | 3                       | 10                  | 0                  | 3                 | 0                 | 0                | 0                 | 2  | 0  |
| Participantes                        | Países Bajos        | 3                              | 5                     | 3                 | 0                    | 4                     | 7                    | 0                  | 0                 | 2                           | 7                  |                    | 0                       | 0                   | 6                  | 7                 | 2                 | 3                | 2                 | 0  | 0  |
| Participantes                        | Irlanda             | 7                              | 3                     | 6                 | 10                   | 10                    | 12                   | 5                  | 0                 | 6                           | 5                  | 10                 |                         | 0                   | 0                  | 0                 | 1                 | 10               | 12                | 1  | 7  |
| Participantes                        | Noruega             | 0                              | 0                     | 0                 | 0                    | 0                     | 0                    | 0                  | 0                 | 0                           | 0                  | 0                  | 0                       |                     | 0                  | 0                 | 0                 | 0                | 0                 | 0  | 0  |
| Participantes                        | Reino Unido         | 4                              | 8                     | 4                 | 5                    | 12                    | 10                   | 10                 | 3                 | 7                           | 8                  | 12                 | 10                      | 3                   |                    | 6                 | 8                 | 6                | 4                 | 8  | 8  |
| Participantes                        | Portugal            | 0                              | 0                     | 8                 | 0                    | 0                     | 0                    | 0                  | 0                 | 0                           | 0                  | 0                  | 0                       | 0                   | 0                  |                   | 0                 | 1                | 0                 | 0  | 0  |
| Participantes                        | Bélgica             | 1                              | 7                     | 0                 | 0                    | 1                     | 6                    | 8                  | 2                 | 0                           | 0                  | 0                  | 0                       | 0                   | 3                  | 0                 |                   | 7                | 5                 | 0  | 0  |
| Participantes                        | Grecia              | 6                              | 0                     | 2                 | 6                    | 0                     | 0                    | 1                  | 0                 | 0                           | 10                 | 0                  | 1                       | 2                   | 8                  | 0                 | 6                 |                  | 6                 | 7  | 0  |
| Participantes                        | Chipre              | 0                              | 0                     | 0                 | 0                    | 5                     | 3                    | 6                  | 0                 | 0                           | 0                  | 8                  | 8                       | 7                   | 10                 | 0                 | 7                 | 12               |                   | 3  | 0  |
| Participantes                        | Suiza               | 2                              | 2                     | 7                 | 8                    | 0                     | 4                    | 12                 | 12                | 10                          | 4                  | 1                  | 12                      | 12                  | 12                 | 8                 | 0                 | 4                | 10                |    | 1  |
| Participantes                        | Suecia              | 0                              | 0                     | 10                | 2                    | 0                     | 5                    | 7                  | 1                 | 12                          | 0                  | 0                  | 0                       | 6                   | 2                  | 0                 | 4                 | 0                | 1                 | 0  |    |
| LA TABLA ESTÁ ORDENADA POR APARICIÓN |                     |                                |                       |                   |                      |                       |                      |                    |                   |                             |                    |                    |                         |                     |                    |                   |                   |                  |                   |    |    |

### Máximas puntuaciones
Tras la votación los países que recibieron 12 puntos (máxima puntuación que podía otorgar el jurado) fueron:
| N.º | A                   | De                                                   |
| --- | ------------------- | ---------------------------------------------------- |
| 5   | Suiza               | Finlandia, Yugoslavia, Irlanda, Noruega, Reino Unido |
| 4   | Alemania Occidental | Turquía, España, Portugal, Suecia                    |
| 4   | Francia             | Austria, Alemania Occidental, Luxemburgo, Suiza      |
| 2   | Reino Unido         | Israel, Países Bajos                                 |
| 2   | Irlanda             | Dinamarca, Chipre                                    |
| 1   | Dinamarca           | Bélgica                                              |
| 1   | Chipre              | Grecia                                               |
| 1   | Suecia              | Francia                                              |

### Jurado español
El jurado español estaba presentado por Isabel Tenaille y compuesto por la dependienta de comercio Belén Lage, el director general de ventas José Manuel Lozano, el ama de casa Carmen Ruiz, el peluquero Pablo Hardy, las relaciones públicas María Acacia López-Bachiller, el actor Andrés Pajares, la miss España y actriz Lola Forner, el tenista Juan Carlos Andrade, la estudiante María del Mar Serrano, el ingeniero de sonido Juan Vinader y la estudiante Amada Quintana. Actuó como presidente Alfonso Lapeña.